# Tiszasásvár
Tiszasásvár település Ukrajnában, a Beregszászi járásban.

## Fekvése
Nagyszőlőstől délnyugatra, a Tisza jobb partja mentén Tiszaszirma és Fancsika közt fekvő település.

## Története
Nevét 1220-ban a Váradi regestrum említette először: Sa/uar [Sa(s)uar], majd 1375-ben Sasuar néven említették az oklevelekben.
A falu mellett folyó Tisza itteni szigetén egykor vár állt.
Tiszasásvár egykori birtokosai a Megyery, Komjáthy, Bornemisza, Bodó, báró Berényi, Hagara, Butykay, Bessenyei, Bónis családok és ezek örökösei voltak. A 20. század elején Ugocsa vármegye Tiszánnineni járásához tartozott. Az 1910-es népszámláláskor 947 lakosa volt, ebből 514 magyar, 37 német, 396 rutén, melyből 773 görögkatolikus, 42 református, 106 izraelita volt.
Fényes Elek Magyarország történeti földrajzában így ír a településről: „Sásvár, orosz falu, Bereg-Ugocsa vgyében [vármegyében], a Tisza partján, 536 g. kath. lak. [görögkatolikus lakossal], s anyatemplommal. Róna határa szép buzát, s Tisza szigetje sok tengerit terem, rétje kevés. Hajdan ezen szigetben vár volt, melly sásas posványoktól vétetvén körül, Sásvárnak neveztetett.”
A trianoni béke értelmében 1920. június 4-én Csehszlovákiához került az első bécsi döntésig, 1938. november 2-áig, majd a második világháború után a Szovjetunió része lett, annak felbomlásáig.

## Neves tiszasásváriak
- Itt született Lator László (1927–2023) költő, műfordító, irodalomtörténész